# Mátraszentimre
Mátraszentimre (szlovákul: Alkár) község Heves vármegyében, a Gyöngyösi járásban.
1944-ben jött létre, majd 1948-ban nyerte el mai határait. Tulajdonképpen hat, a Magas-Mátra hegyeiben szétszórtan elhelyezkedő lakott helyekből áll, ezek Mátraszentimre, Mátraszentistván, Mátraszentlászló, Bagolyirtás, Fallóskút és Galyatető.

## Fekvése
Mátraszentimre a Magas-Mátra hegyvidékén helyezkedik el. Magyarország legmagasabban fekvő települése, (750-835 m; a legmagasabban fekvő településrésze pedig Galyatető).

### Megközelítése
Legfontosabb közúti megközelítési útvonala a 2408-as út, mely a hat különálló, lakott településrésze közül négyet (Fallóskút, Bagolyirtás, Mátraszentimre és Galyatető) is érint. Mátraszentimre településrész főutcája a 24 112-es, Mátraszentlászlóé és Mátraszentistváné a 24 113-as, Galyatetőé a 24 115-ös út, és érinti még a 24 137-es út is.
Az ország távolabbi részei felől a 21-es főútról közelíthető meg, Pásztónál letérve, Mátrakeresztes irányából, vagy a 24-es főút Mátraháza és Parádsasvár közötti elágazásától.

## Közélete

### Polgármesterei
- 1990–1994: Szabad Lajos (független)[4]
- 1994–1998: Stuller András (Szlovák Szövetség)[5]
- 1998–2002: Stuller András (független)[6]
- 2002–2006: Stuller András (független szlovák kisebbségi)[7]
- 2006–2010: Stuller András (független)[8]
- 2010–2014: Stuller András József (független)[9]
- 2014–2019: Stuller András József (független)[10]
- 2019–2024: Előházi Péter (független)[11]
- 2024– : Előházi Péter (független)[1]

2023. július 16-án időközi polgármester-választást (és képviselő-testületi választást) kellett volna tartani a településen, az addigi képviselő-testület április 24-én kimondott feloszlása okán, ám ez a választás jogszabályváltozás miatt elmaradt.

## Története
A kis hegyi falvak eredetéről a mai napig megoszlanak a vélemények, az egyik nézet szerint német, a másik szerint döntően szlovák eredetű népesség élt itt. Vélhetően mind a két népcsoportból érkeztek ide betelepülők. Az első telepesek üvegfúvással kezdtek foglalkozni, amelyhez a környező erdők biztosították az alapanyagot. Ennek állít emléket a mátraszentimrei üveghuta. Erre utal régi nevük: Ötházhuta-Mátraszentimre, Fiskalitáshuta-Mátraszentlászló, Felsőhuta-Mátraszentistván. Az első családok leszármazottai a ma is a falvakban élő Gubalák, Stullerek, Szabadok, Randliszekek, Szőkék. Ma is az eredeti szlovák nevek vannak többségben, hiszen a helyben élő őslakosokhoz beházasodottak hamar asszimilálódtak.
A Felső-Mátra, vagy ahogyan másképpen nevezik: a Nyugati-Mátra hosszú időn át ismeretlen volt a nagyközönség számára. Az 1900-as évek elején megjelent "Mátrai és gyöngyösi kalauz" című munka szemléletesen mutatja be a településeket és az itt élő embereket:

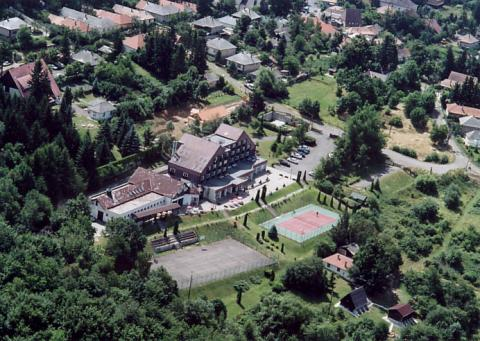
Mátraszentimre légifotója

"Galyát magas fekvésű, szénégetőktől lakott hutáknak nevezett kis községek környezik északról és nyugatról, amelyek magukban véve is érdekesek, és nagyobb kirándulások alkalmával, mint megszálló helyek alkalmasak. Nyájas kis faluk ezek, magyarul is beszélő tót lakossággal (hol némi élelmi szert, leginkább tejet, vajat kaphatunk) jó forrásokkal és szép üde hársfákkal. Ötházhuta 780 m magasságban, a másik kettővel együtt a Hasznosi-patak legmagasabb forrásainál. E kis falukban természetesen nagy esemény egy-egy turistacsapat elszállásolása. Összegyűlnek a fiatalok, öregek: előkerül a harmonikás, és kész a bál. Akad, ki jól ismeri a régibb magyar nótákat és dalolgatnak. Az elszállásolásnál az értelmes bíró nagy segítségünkre van: ahol iskola van, természetesen az értelmileg kimagasló tanítóval lépünk érintkezésbe." (Mátrai és gyöngyösi kalauz, Írták: Hanák, Stiller, Széky - Gyöngyös, 1909)
Mátraszentimre és környéke mellett a Mátra egésze is csak viszonylag szűk körben volt ismert. A múlt század első felének egyik útikönyve említi, hogy Mikszáth Kálmán egyik írásában sorra interpellálta képviselőtársait, de még a gyöngyösi sem tudta megmondani, merre is fekszik Galyatető. Az első világháborút lezáró trianoni békeszerződéssel elveszett kedvelt felvidéki üdülőhelyek helyett kapott mind hangsúlyosabb szerepet a Mátra. Ennek okai többek között a fővároshoz, Budapesthez való közelsége, másrészt viszonylagosan jó megközelíthetősége volt.

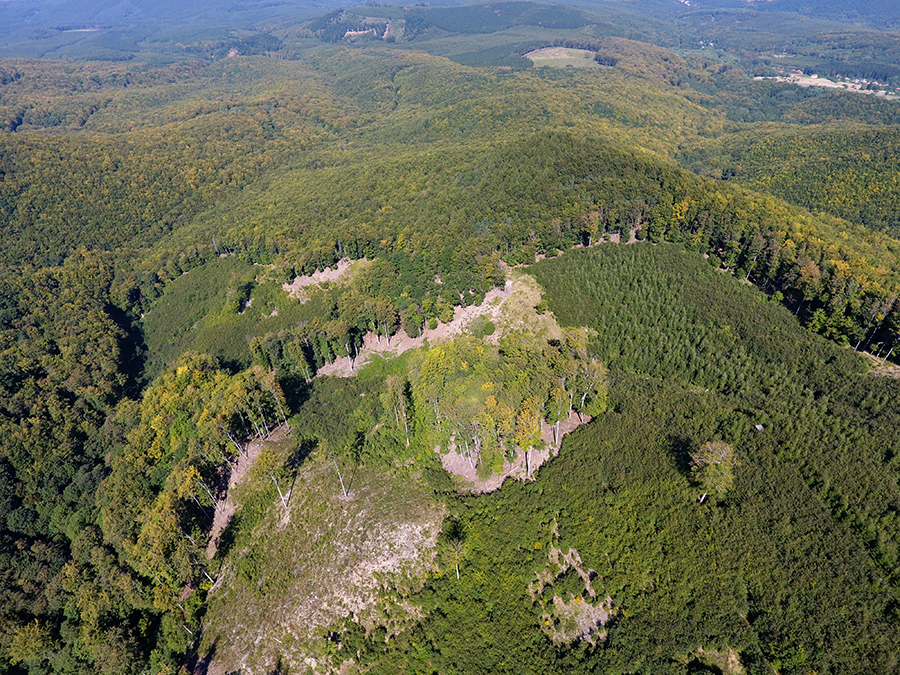
Orosz Mátyás vára légi fotón

Az 1930-as években egy sor szállodát, szanatóriumot emeltek a Mátrában, mely hamarosan az úri középosztály körében kedvelt klimatikus üdülőhellyé vált. Ebben az időszakban épült a mátraházai, a kékestetői szanatórium, a galyatetői Nagyszálló, hogy csak néhányat említsünk. Ugyanebben az időben emelték a mára jelképpé vált Három falu templomát, illetve a galyatetői templomot.
A Mátrán belül is sajátos helyet foglalnak el a felső-mátrai falvak, hiszen lakói - eltérően a Mátra más részeitől - döntően szlovák ajkúak voltak. "A csekély számú németek és tótok újabb kori telepítvényesek, az utóbbiak az Ágasvártól a Galyatetőig húzódó hegygerincen három kis telepen (Hasznosi Felsőhuta, Fiskalitáshuta, Ötházhuta), valamint a gerinc tövében épült Szuhahután laknak, s mai napig tiszta tót nyelvű telepeket alkotnak, melyekben magyar ajkú lakosság egyáltalán nincs."
1938-ban Szent István király halálának 900. évfordulója alkalmából országszerte hatalmas ünnepségeket rendeztek, ennek részeként kapta az akkori Ötházhuta a Mátraszentimre, Fiskalitáshuta a Mátraszentlászló, Óhuta a Mátraszentistván nevet. Néhány évvel később épült meg az első műút Hasznos felől. 1942-ben született meg a javaslat, hogy a Hasznoshoz tartozó több külterületi lakott hely önálló községgé váljon. 1944 áprilisától vált Mátraszentimre önálló közigazgatási egységgé. Érdekes, hogy Bagolyirtás korábban Gyöngyösoroszihoz tartozott. Galyatetőt 1948-ban csatolták Mátraszentimréhez.

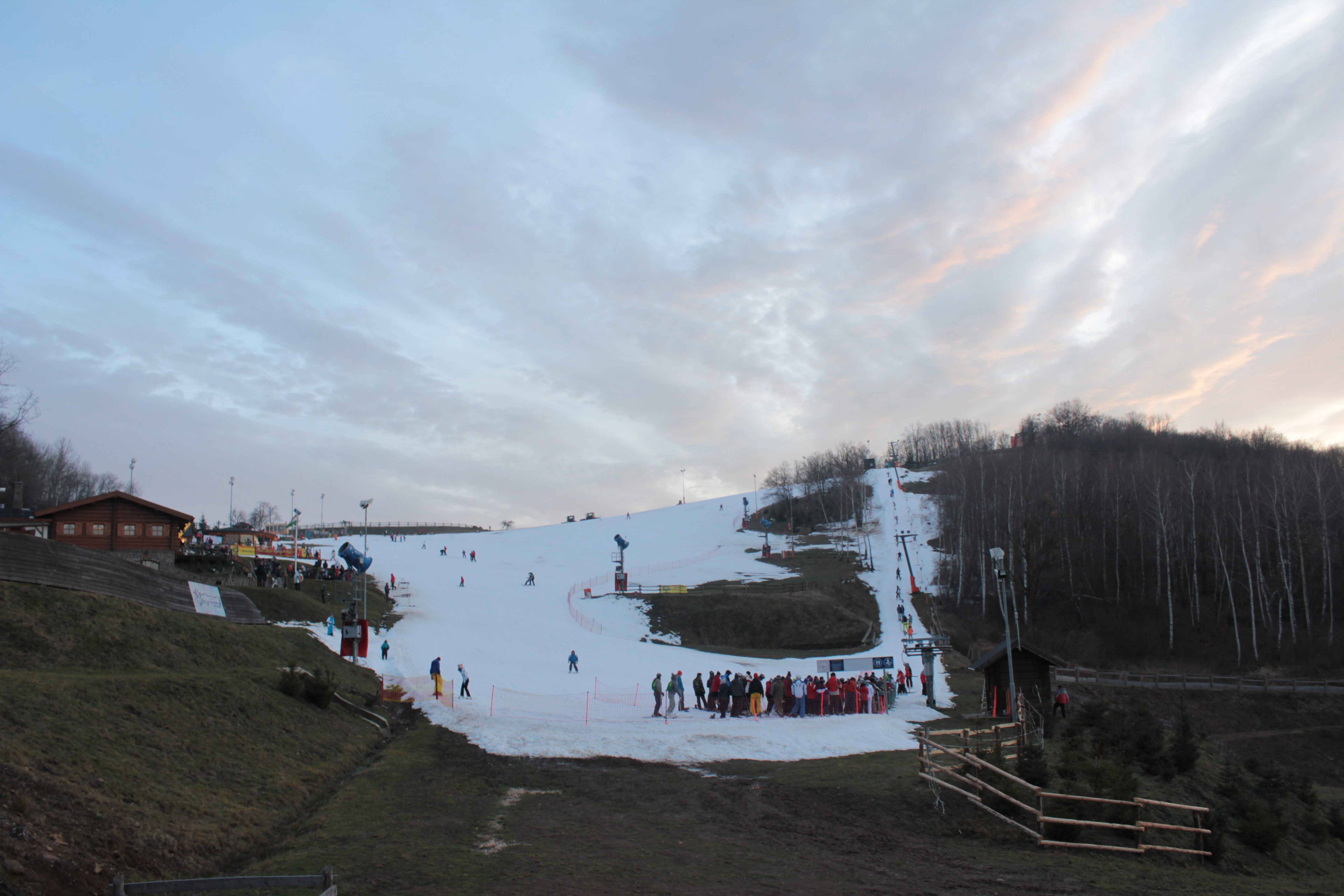
A mátraszentistváni sípark, 2013. december 29.

Víztározó a mátraszentistváni sípark hóágyúinak vízellátására

Így a második világháborút követően jelentős átrendeződés következett be. A szlovák-magyar lakosságcsere egyezmény keretében a Felső-Mátrában élő szlovákok jelentős részét kitelepítették. A mai lakók egy része még őrzi nyelvében a szlovák gyökereket. S hogy ne vesszen mindez a múlt homályába, a településen élők néhány éve hagyományteremtő szándékkal indították útjára mindazokat a rendezvényeket, melyeken a helybeliekkel együtt az ideérkező vendégek kellemes kikapcsolódás mellett ismerkedhetnek meg a szlovák hagyományokkal. Ennek jegyében évente szlovák gasztronómiai napokat, falunapot, kétévente nemzetiségi találkozót rendeznek a településeken. A fiatalok mellett így azok is ízelítőt kapnak a szlovák kultúra elemeiből, akik vendégként érkeznek a falvakba. A rendezvények sikerét és népszerűségét bizonyítja, hogy évről évre mind többen látogatnak e napokra Mátraszentimrére és környékére. A község iskolájában a diákok az angol mellett szlovákul is tanulnak.
A turizmus tömeges fellendülése az 1960-70-es évekre tehető. Bár több szálloda is épült a Mátrában, Mátraszentimrén és környékén inkább kisebb panziók létesültek, illetve magánházaknál bérelhettek szobát a vendégek. Az 1960-as évek népszerű Panoráma útikönyv sorozata megemlíti: "Azóta pedig, hogy megnyílt a Turistaházakat Kezelő Vállalat Vadvirág turistaháza és mellette számos vállalati és szakszervezeti üdülőház, Mátraszentimre valóságos üdülőközponttá változott. … Az igényes építésű Vadvirág turistaházban táncolni is lehet esténként." (Aba Iván: Budapest-Gyöngyös-Mátra) Erre az időszakra jellemző, hogy a szocialista nagyvállalatok, intézmények önálló pihenőházakat építettek. Ezeknek csupán töredéke maradt fenn, többségük új névvel magánvállalkozásként üzemel. Sajnos, Mátraszentimre talán legjellegzetesebb épülete, a Vadvirág turistaház és étterem is az enyészeté lett: Befektető híján az évtizedek alatt erősen romos állapotba került épületet 2013 nyarára teljes egészében lebontották.
Napjaink képéhez hozzátartozik, hogy a települések jelentős része havasi jellegű legelő-és rétgazdálkodásra volt alkalmas. Szinte minden portán szarvasmarhát, lovat és kecskéket tartottak. A családok női tagjai és a gyerekek rőzsét, gombát, szedret "hecsedlit" azaz csipkebogyót gyűjtöttek és értékesítettek. A földművelést a domborzat, a köves terméketlen talaj és a közel hat hónapos tél alig tette lehetővé. Az 1970-es évek második felében központi rendelkezés tiltotta meg az állattartást, a legelők, a rétek bebokrosodtak, elgazosodtak. A ma turistája ezt szomorú szemmel látja, hiszen az aktív állattartás tőlünk nyugatra szépen zöldellő domboldalakat láttat.
2007. augusztus 11-éről 12-ére virradó éjjelen leégett a falu neves étterme, a Szlovák Csárda.

A 2008-ban létrehozott szlovák tájház

## Népesség
A település népességének változása:
| Lakosok száma | 456  | 462  | 481  | 430  | 404  | 457  | 442  |
|               | 2013 | 2014 | 2015 | 2021 | 2022 | 2023 | 2024 |

2001-ben a település lakosságának 72%-a magyar, 28%-a szlovák nemzetiségűnek vallotta magát.
A 2011-es népszámlálás során a lakosok 96,3%-a magyarnak, 1,8% németnek, 39,4% szlováknak, 0,5% szlovénnek mondta magát (3,4% nem nyilatkozott; a kettős identitások miatt a végösszeg nagyobb lehet 100%-nál). A vallási megoszlás a következő volt: római katolikus 78%, református 4,6%, evangélikus 1,6%, felekezeten kívüli 7,3% (8,5% nem nyilatkozott).
2022-ben a lakosság 88,6%-a vallotta magát magyarnak, 27,7% szlováknak, 1,2% németnek, 1% ukránnak, 0,2% ruszinnak, 3,7% egyéb, nem hazai nemzetiségűnek (10,6% nem nyilatkozott; a kettős identitások miatt a végösszeg nagyobb lehet 100%-nál). Vallásuk szerint 47,5% volt római katolikus, 5,2% református, 2,2% evangélikus, 0,2% egyéb keresztény, 1,5% egyéb katolikus, 6,2% felekezeten kívüli (37,1% nem válaszolt).

## Nevezetességei
- Szlovák Tájház
- Római katolikus templom (1980-ban szentelték fel)
- A II. világháború áldozatainak emléktáblája (1999-ben állították)
- Három falu temploma (1942-ben épült, Szentimrétől, Szentlászlótól és Szentistvántól nagyjából azonos távolságra található templom)
- Fallóskúti Szentkút
- Ágasvár (A várat először 1265-ben említi oklevél. Fénykorát a 13. és a 14. században élte.)
- Mátra Ásványház Ásványkiállítás (2015-ben nyitott)[20]